# Amazonok

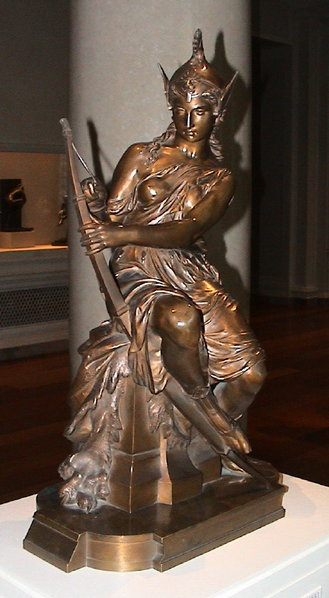
Harcra készülő amazon. Pierre-Eugène-Emile Hébert szobra

Az amazonok (αμαζόνες, egyes száma αμαζών) harcos nőkből álló népesség, akik a görög hitregékben és a történetírásban is szerepelnek. Amazoi, annyi mint kebeltelenek. Ősi lakóhelyük a hagyomány szerint, a kis-ázsiai Pontosz tartomány területén volt. Kalandozásaik során bejárták csaknem az egész ókori világot, Egyiptomtól Hellász északi részéig. Úgy tartják, több várost is alapítottak, mint például Epheszoszt vagy Szmürnát. Az amazonok leginkább két istenséget tiszteltek: Artemiszt és Arészt. Monda szerinti ősapjuk Arész, ősanyjuk pedig Otréré volt. Az amazonomakhia (amazonok harca), az amazonokkal vívott csata tárgyköre igen népszerű volt a görög és római képzőművészetben.

## A görög mitológia amazonjai

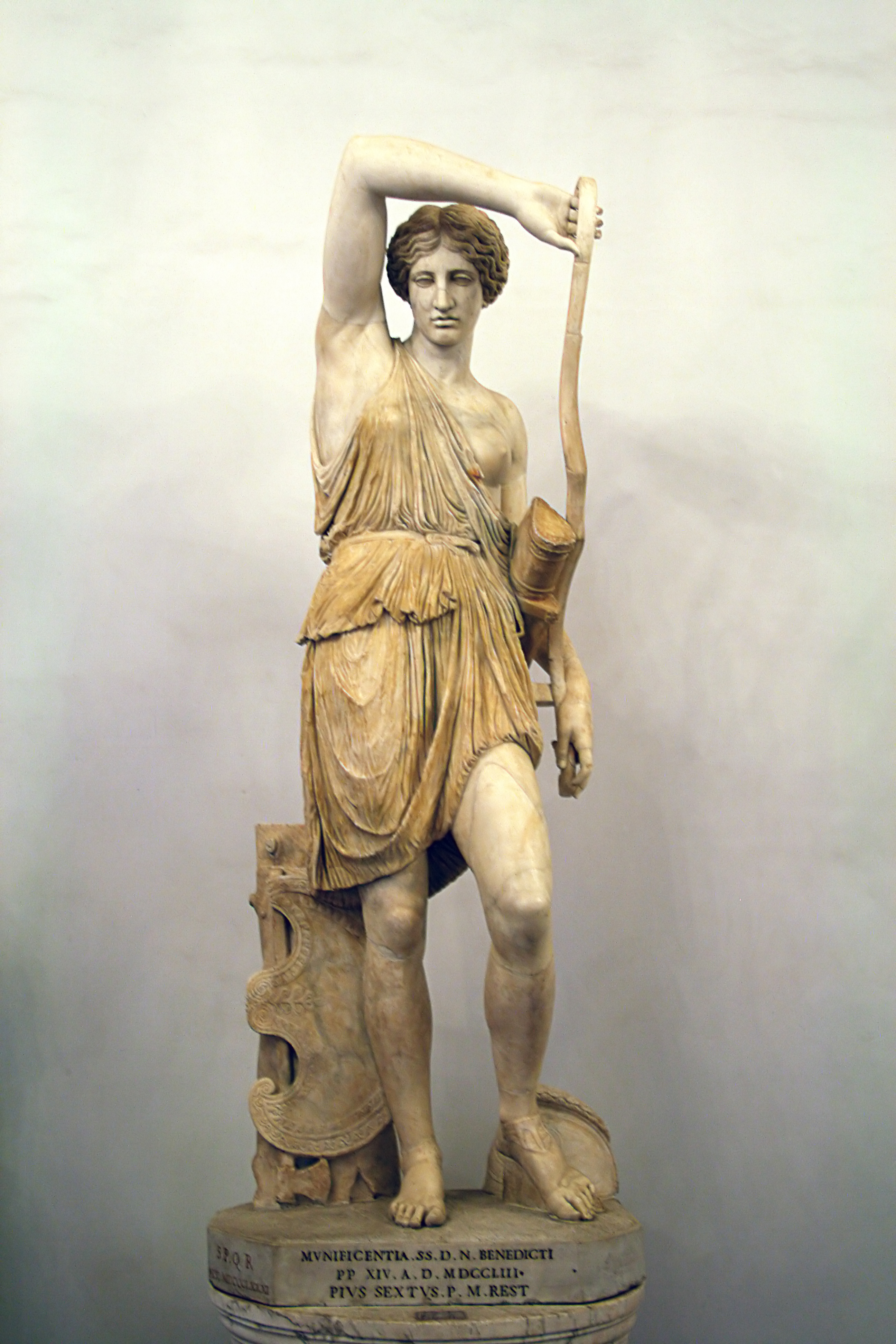
Pheidiasz híres szobra, a Sebesült amazon római másolatokban maradt fenn

A görög mitológiában az amazonok hercegnője Hippolüté volt, Arész és Otréré leánya, testvérei Pentheszileia királynő, Antiopé és Melanippé. Gyakran így emlegették: nők, akik férfi módjára harcolnak. Csak a nők viseltek háborút, ők töltöttek be minden tisztséget, s királynők uralkodtak felettük. A hagyomány szerint egyszerre két fejedelmük volt; az egyik a hódításokat vezette, a másik a meghódított területeken uralkodott.
A kizárólag nőkből álló társadalom szaporulatát többféle módon biztosították. Például a közeli településekről csábítottak magukhoz férfiakat. A megszületett gyermeket, ha leány volt, felnevelték, ha viszont fiú, akkor vagy megölték, vagy szolgasorba vetették. A csatákban ejtett foglyok közül a leginkább rátermettektől szültek gyermeket. A rabokat, miután szerepüket betöltötték, kivégezték.
Nevüket hagyományosan a görög α- (a-) fosztóképző és az emlő jelentésű μαζός (mazosz) szó összetételéből származtatják, amely ily módon emlőtlen jelentést hordozna. Az amazonok – ahogy a mesemondók állítják, sőt a történetírók egyike-másika is ezt bizonygatja – eltávolították jobb emlőjüket. Magyarázat szerint azért, mert zavarta volna őket a nyilazásban stb.
Pszeudo-Hippokrátész (A szelek-, vizek- és helyekről, 26. bekezdés) a következőket mondja e kérdésről:
„Európában van egy szittya nép, mely Mäótis tava körül lakik, különbözvén a többi népektől, és sauromatáknak neveztetnek. Ezek hölgyei szoktak lovagolni, nyilazni s lóhátáról dárdákat hajítani és ellenekkel harczolni, miglen szüzek; nem szünnek pedig meg szüzek lenni, miglen az ellenekből hármat meg nem öltek, és nem élnek előbb együtt (férjeikkel), mint a törvény szerinti áldozatokat áldozván. A ki a maga számára férjet kapott, megszünik lovagolni, miglen ezt nem követeli egy általános hadjárat szüksége. Jobb mellök nincsen; mert csecsemő gyermekek lévén még, anyáik mesterségesen dolgozott rezet, melyet azonkivül izzóvá is tesznek, jobb mellökre helyeznek és kiégetik, hogy növése elmaradjon, és az egész erő s izmosság a jobb vállra és karba átmenjen.” – Télfy János fordítása.
A beszámolónak, illetve az említett szófejtésnek ellentmond a valóság. A görög stb. művészek például az amazonokat teljes női épségükben és szépségükben ábrázolták.
Az amazonok lóháton harcoltak, szkíta öltözetben, köntösben, nadrágban. Legfőbb fegyverük az íj volt, de a kard és a szekerce is felszerelésükhöz tartozott. Pajzsuk, félhold alakú volt, csakis rájuk jellemző.
Müriné királynő vezetésével – a mese ekképpen szól – ők tudták először feldúlni Atlantiszt, elfoglalni Gorgont és Líbiát, valamint Phrügiát.
Héraklész kilencedik feladata kapcsolódott az amazonokhoz. Megbízatása szerint az amazonok királynőjének, Hippolütének díszes övét kellett megszereznie. Az öv az amazonok legszentebb ereklyéje volt, melyet ősapjuktól, Arésztől kaptak. Héraklész sikerrel teljesítette a feladatot, de meg kellett ölnie Hippolütét.
Thészeusz elrabolta Hippolüté húgát, Antiopét, magával vitte Athénba, s feleségül vette. Az amazonok vissza akarták szerezni királynőjüket: hadjáratot indítottak a görögök ellen, feldúlták egész Attikát, ám Athén seregei legyőzték őket.
Az amazonok a trójai háborúban is részt vettek – Pentheszileia királynő vezetésével –, mégpedig Trója, azaz Priamosz király oldalán. A harcokban Akhilleusz nyila megsebezte Pentheszileát, s a királynő meghalt. Akhilleusz beleszeretett a halott királynőbe: az emiatt gúnyolódó Therszitészt hirtelen haragjában megölte.
Négyszáznál is több ismert ókori festett váza ábrázol amazonokat. A képek legtöbbször Héraklész és az amazonok harcának jeleneteit mutatják be. Pheidiasz híres szobra, a Sebesült amazon római másolatokban maradt fenn. Az újkori alkotások közül leghíresebb Peter Paul Rubens festménye, az Amazonok harca.

## A valóságos amazonok
Az amazonokkal kapcsolatban, ha leszámítjuk a mondák és a hősi énekek homályos utalásait – Homérosz pl. az Iliaszban (3: 184.; 3: 189.; 6: 186.) hivatkozik a harcias hölgyekre –, rendszerint a médek (madaiak) és a királyi szkíták kerülnek szóba.
Az amazonok, a görögök szerint, a kis-ázsiai Pontoszban, illetve a kelet-európai pusztán, a Don mellékén, a királyi szkíták szomszédságában laktak. Alakjukat, legalább jó részben, a madai nőkről mintázták, kiknek szokás szerint kötelmük volt ellenségeik közül férfiút ölni, különben nem mehettek férjhez. A madaiak körében a nők uralma számított gyakorlatnak, amiről nevezettek görög jelzője – günaikokratoumenoi (γυναικοκρατουμενοι), vagyis asszonyok által uraltak – is tanúskodik.
A kelet-európai szkíták egy csoportja – előőrseik az i. e. 8. század elején, nagyobb csapatuk i. e. 700 körül – betört a Kaukázuson túli területekre. Az Araksz, illetve a Kura folyó völgyében, valamint az Urmia-tó környékén telepedtek le.
A szkíták az asszírok szövetségeseként huszonnyolc éven át uralták a médek lakta területeket (Szüromédia: a mai Kermánsáh és Kurdisztán tartomány). Az Újasszír Birodalom összeomlása után derékhaduk visszatért a kelet-európai pusztára, és a Kaukázus északi előterében telepedett le. Szkítáink a magukkal ragadott méd népességnek (szarmatai, szauromatai, szürmatai) a Dontól keletre jelöltek ki lakóhelyet. A szóban forgó irániak neve később átszállott az általuk lakott tartományra (Sarmatia), és az i. e. 2. században a kelet-európai pusztán felbukkanó, Közép-Ázsiából kivándorló szkíta alánokra is ráragadt.
A szkíták kisebb csoportjai nem tértek vissza Kelet-Európába. Méd és asszír kötelékekkel megerősítve hadi vállalkozásokba fogtak. Az egyik csapat, mely szkíták uralta asszírokból állott, letelepedett Észak-Anatóliában, Paphlagónia és Pontosz tartomány között, az Irisz (Yeşilırmak), a Thermodon (Terme) stb. folyó síkságán. Forrásaink őket fehér szíreknek (leukoszürioi: λευκοσυριοι) is nevezik. Talán kisebb, nők uralta madai csoportok is éltek közöttük. Az említett terület – Sztrabón szerint elsősorban a Thermodon síksága – volt az amazonok lakóhelye. Amaszeia (a mai Amasya) városát pedig királynőjükről (Amaszisz: Αμασις) nevezték el.
A görögök azonban, úgy látszik, nem elégedtek meg a tényekkel. Költőik, íróik műveiben, ide értve a történetírók munkáit is, a valós esetek köré meséket szőttek. A megtörtént események hézagait pedig képzelet szülte elemekkel egészítették ki.
Hérodotosz, a történetírás atyja például ezeket mondja az amazonokról:
„Sauromatákról igy beszélnek: midőn a Hellenek harczoltak az Amazónok ellen (az Amazónokat pedig Öorpatának nevezik a scythák, ezen név görög nyelvben férfiölőket jelent; mert a férfit öruak hívják, pata pedig annyi mint megölni), mondják hogy akkor a Hellenek győzvén a Thermodon melletti ütközetben elhajóztak s három hajón vitték magokkal azokat az Amazonok közől a kiket elevenen megfoghattak. De ezek megtámadván őket a tengeren, összevagdalták a férfiakat. Azonban a hajózáshoz nem értettek, sem a kormányrudakkal, vitorlákkal és evezőkkel bánni; hanem miután megölték a férfiakat, a hullám és szél önkénye szerint vitettek; s megérkeznek Cremnőbe Mäotis tavánál. Cremnő pedig a szabad scytháknak a földén van. Itt az Amazónok kiszállván a hajókból, előhaladtak a lakott vidéken; s legelőbb lócsordára akadván, ezt elrabolták; s a lovakon nyargalva fosztogatták a scythák jószágait.” – IV. könyv, 110. szakasz (Télfy János fordítása).
Az oiorpata betűhalmaz (Alexandriai Hészükhiosz szószedetében ormatai alakban szerepel) alighanem a görögös szarmatai, szauromatai, szürmatai kifejezés elrontott változata. Ezt – mivel a szkíta szauromatai stb. kifejezés jelentését vélhetően nem ismerték – kitalált, ám kétségkívül ide illő értelemmel öltöztették fel a görögök. A Hérodotosztól idézett szöveg vonatkozó részlete helyesebben talán ekképpen hangzana:
Az amazonokat pedig szauromatáknak – οιορπατα, σαυρομαται (Hérodotosz), ορμαται (Hészükhiosz) – nevezik a szkíták. Ezen név görög nyelvben Szüromédiából származókat jelent, mert a tartomány neve, ahonnan a nevezettek érkeztek Szüromédia (Συρομεδια). A szauromaták leányai pedig férfiölők, tudniillik, szokásaik szerint, addig nem mehetnek férjhez, míg ellenségeik közül férfit nem öltek.
„A Sauromaták scytha nyelvvel élnek, de élettől fogva hibásan beszélik, mivel az amazonok nem tanulták meg tökéletesen. – A házasságra nézve igy áll náluk a dolog: egy leány sem megy férjhez, mielőtt meg nem ölt egy férfiút az ellenségek közöl. Némelyek tehát meg is vénülnek mielőtt férjhez mennének, nem birván teljesíteni a törvényt.” – Hérodotosz, IV. könyv, 117. szakasz (Télfy János fordítása).
Diódorosz Szikeliótész tudósításában szintúgy keveredik a mese és a valóság:
„Mondják hogy a hátramaradt amazonok összegyülvén Thermodon folyójánál, sietének boszut állani a görögökön a miatt, mit Hercules táborozása közben náluk elkövetett. Legkülönösebben pedig becsület dolgának tartották az athénieken boszut állni, mivel Theseus szolgaságba vitte az amazónok királynéját, Antiópét, a mint pedig mások irják, Hippolytát. S minthogy a scythák együtt táborozának az amazonokkal, nevezetes haderő gyült össze, melylyel a vezérlő amazónok, átkelvén a cimméri Bosporuson, Thrácián keresztül indultak. Végre megtámadván Europának nagy részét, Attika ellen fordulának s ott ütének tábort, hol most a tőlük nevezett Amazoneum áll. Theseus… csatára kelvén az amazónokkal, miután az athéniek felülmulták őket a vitézségben, Theseus hadai győzének és az amazónokat részint lekonczolják, részint Atticából kiűzik… Az életben maradt amazónok, fölhagyván a reménynyel hazai földükre, Scythiába, mentek vissza a scythákkal s velök együtt laktak.” – IV. könyv, 28. szakasz (Télfy János fordítása).
Eme mondába illő történet valószínűleg a királyi szkíták egyik hadjáratának emlékét őrzi, melyről, illetve előzményeiről Hérodotosz számol be röviden.
Miltiadész, illetve serege – I. Dárajavaus hűbéreseként – részt vett a perzsák európai hadjáratában. A perzsák királya, hadainak élén, átkelt a Boszporuszon, leigázta a trákokat és a gétákat, majd áthidaltatta az Al-Dunát, és a királyi szkíták földjére tört. A hajóhidat jónok őrizték, többek között Miltiadész és emberei. A szkíták megpróbálták rávenni a jónokat az elpártolásra, ám azok főemberei, féltvén kiváltságaikat, kitartottak a perzsák mellett.
A szkíták – valószínűleg szauromatákkal megerősítve – valamivel később (i. e. 511–510.) rajtaütöttek a görögök birtokain, s megszalasztották Thrakiké Kherszonészosz (a Gallipoli-félsziget) urát.
„Cimon fia, Miltiades, kevés idő előtt érkezett Cherzonézbe, s a jöttet sulyosabb bajok érték azoknál, melyekben most találkozék. Mert három évvel későbben futamodott a Scythák elől. Ugyanis a nomád Scythák megbosszankodva Darius király betörése miatt egyesültek és Cherzonézig előre nyomultak. Ezen betörőket nem várta be Miltiades hanem megfutott Cherzonézből, miglen a Scythák el nem távoztak.” – Hérodotosz, VI. könyv, 40. szakasz (Télfy János fordítása).

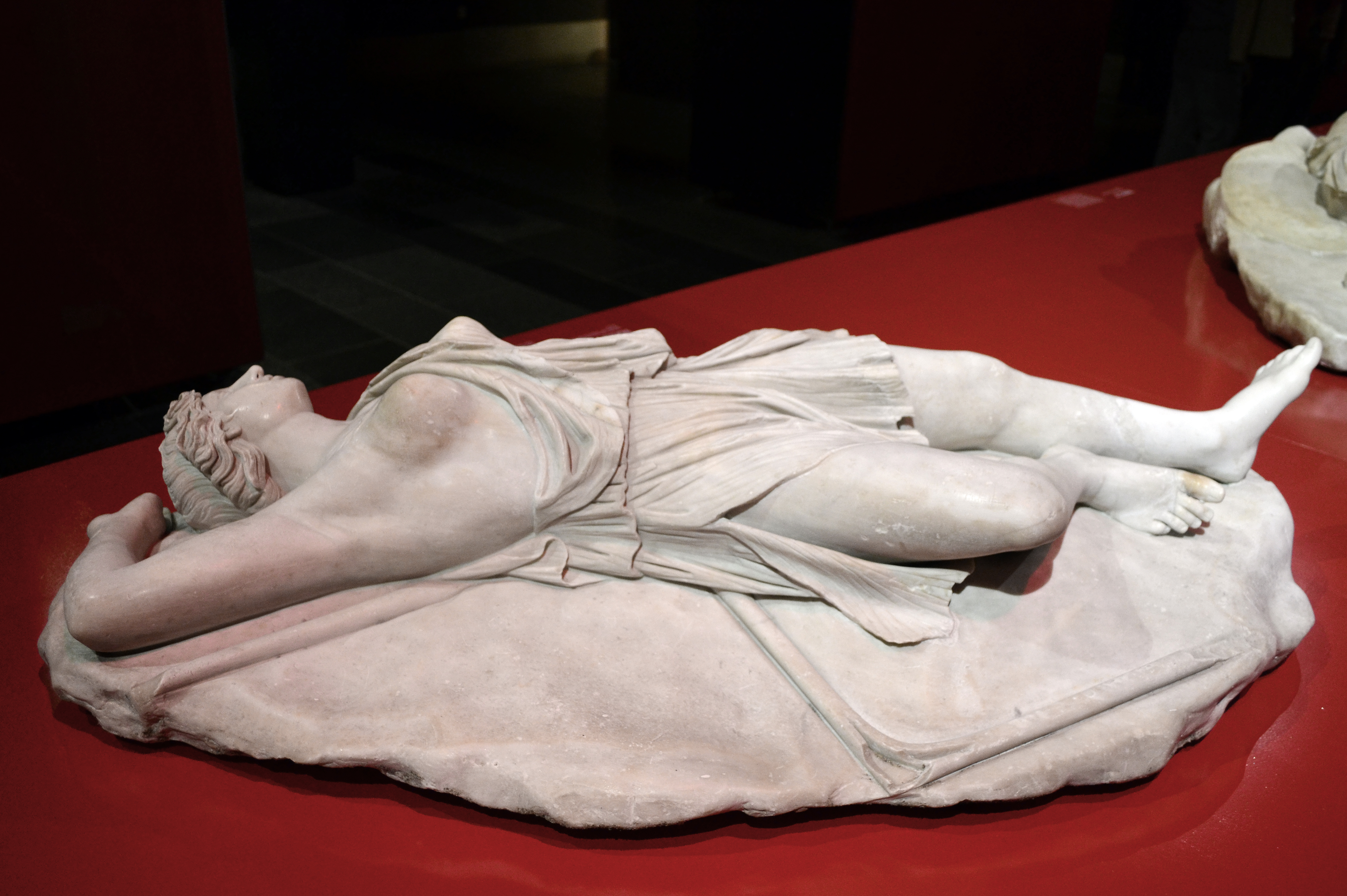
Halott amazon, római márvány másolat

Gnaeus Pompeius Trogus megkülönböztetett figyelmet szentel az amazonoknak. Mesés, de alighanem valós elemeket is tartalmazó története csak kivonatban maradt ránk.
Két királyi származású szkíta ifjú, nevezetesen Ilynos és Scolopitus, hazájából száműzetvén, fiatal férfiak csapatát magával ragadva, letelepedett Kappadókia tengerpartján, a Thermodon folyó közelében, a határos Thermiscyra síkságán. Ott több éven át fosztogatták szomszédaikat, mígnem azok végül szövetkeztek egymással, lesből megrohanták, és levágták őket. A szkíták asszonyai, amikor tudatára ébredtek, hogy a száműzetés mellett még férjük halála is sújtja őket, felfegyverezték magukat, s visszaverték ellenségeik támadását. Elutasították annak lehetőségét, hogy összeházasodjanak szomszédaikkal, mondván, hogy szolgaság lenne az. Hogy példát mutassanak a következő nemzedékeknek, megalapították saját kormányzatukat. S hogy egyik asszony se érezhesse magát szerencsésebbnek, az otthon maradt férfiakat leölték, s bosszút álltak férjeikért, akiket háborúban öltek meg.
Az amazonokról Plutarkhosz, Quintus Curtius Rufus stb. is beszámol. Tudósításuk korábbi szerzők műveire – mindenekelőtt Onészikritosz leírására támaszkodik. Az amazonok e leírásokban mesébe illő szerepben tűnnek fel.
„… jelentették Pompeiusnak, hogy az albánok megszegték a békeszerződést. A rómaiak kénytelenek voltak visszafordulni, és röviddel ezután megütközni a hatvanezer gyalogosból és tizenkétezer lovasból álló hatalmas albán hadsereggel. Mondják, hogy ebben a csatában az albánok oldalán amazónok is harcoltak, és hogy ezek a Thermódón folyó vidékén elterülő hegységből jöttek, mert amikor a csata végén a rómaiak kifosztották az ellenséget, amazónpajzsokat és -sarukat találtak, de nem láttak egyetlen női holttestet sem. Az amazónok a Kaukázusnak a Hürkanai-tenger felé eső lejtőin éltek, de nem voltak szomszédosak az albánokkal, mert közbül más néptörzsek laktak; náluk töltöttek minden évben két hónapot, a Thermódón folyó mentén, utána elmentek, és magukban éltek.” – Plutarkhosz: Híres rómaiak (Kemény Márta fordítása).
Curtius Rufus ekképpen írja le III. Alexandrosz, makedón király és az amazonok találkozását:
„Mint fentebb említettük, Hürkánia szomszédságában, a Themiszkürát környező vidéken, a Thermodón folyó mentén élt az amazonok népe. Királynőjük, Thalesztrisz, a Kaukázus-hegység és a Phaszisz folyó közötti területen uralkodott. Thalesztriszt égette a kiváncsiság, hogy meglássa a királyt, ezért birodalma határára vonult, s amikor már nem messzi járt Nagy Sándortól, követeket küldött hozzá, hogy jelentsék: eljött a királynő, és találkozni óhajt vele, hogy megismerje. A király nyomban meghívta, mire Thalesztrisz, kíséretét hátrahagyva, háromszáz asszony társaságában megindult feléje. Amint megpillantotta a királyt, jobb kezében két lándzsát tartva, lesiklott lováról. Az amazonoknak nem egész testüket borítja ruha: bal keblük félig meztelen, onnan lefelé befödik magukat. Övvel átkötött ruhájuk lebernyege nem ér térdükön alul. Csak egyik emlőjüket hagyják meg épségben, hogy lánygyermekeiket táplálhassák; a jobboldalit leperzselik, így könnyebben vonják fel az íjat, és hajítják a dárdát. Thalesztrisz merészen nézett a királyra, aprólékosan szemügyre vette külsejét, mely semmiképp sem felelt meg hírnevének. Mert a barbárok a fenséges megjelenést tisztelik, és úgy vélik, csak az vihet véghez nagy tetteket, akit a természet rendkívüli külsővel áldott meg.” (Kárpáty Csilla fordítása.)
Hóman Bálint történész Ősemberek – ősmagyarok című művében az amazonokat, a hasonló szokásokra hivatkozva, összekapcsolja a szkíta isszédokkal. A madai (méd) származású szauromaták társadalmában a nők uralkodtak, a szkíták azonban nem követték e gyakorlatot.
„… Hérodotosz szerint a Volga vidékén lakó szauromaták a Pontus déli partvidékéről jött amazonok és a velük szomszédos szkíta törzs férfi harcosainak az ivadékai: »szkítául beszélnek, de a nyelvet hibásan ejtik ki, mert asszonyaik nem tudták jól megtanulni«. Ő mindezt az ősrégi görög amazon mondával hozza kapcsolatba, pedig a szarmata nők férfias szokásait ismerve nem látszik valószínűtlennek, hogy két szomszédos törzs férfi és női harcosainak összeházasodása vezetett az egyiknél nyelvcseréhez. Ezek utódai lehettek a Kr. e. 4. század után a Maiotisz északi partjához legközelebb lakó »nőuralom alatt élő szarmaták«, akiket a későbbi írók a maiotákkal és jazamatákkal azonosítanak. Lehetséges, hogy Hérodotosz volgai szarmatái a szkítákat nyugatra űző és nyomdokukban jövő, de később már nem szereplő isszedonokkal azonosak, és csupán a két név származik két különböző forrásból. Erre mutatnak a két nép matriarchális társadalmi szervezetére visszavezethető azonos szokások. »Az isszedonoktól – ismét csak Hérodotosz szerint – az a hír járja, hogy igazságosak, és a nőknek éppoly jogai vannak náluk, mint a férfiaknak.« Ugyanezt írja a szarmatákról is: »a szauromata nők lovon járnak vadászni férjeikkel és azok nélkül. Háborúba mennek és férfiakkal egyenlő ruhát viselnek. Egy lány sem megy közülük férjhez, mielőtt egy ellenséget meg ne ölt volna, s némelyikük vénségéig nem tud férjet kapni, mert nem tett eleget ennek a törvénynek.”

## Amazonomakhia a művészetben
A görög mitológiában az amazonok nevezetes hercegnője Hippolüté is, és Pentheszileia királynő is többször harcoltak a görögökkel. Az amazonomakhia (amazonok harca) tárgyköre igen népszerű volt a görög és római képzőművészetben; festmények, mozaikok, szobrok és díszesen faragott márványszarkofágok őrzik emléküket.

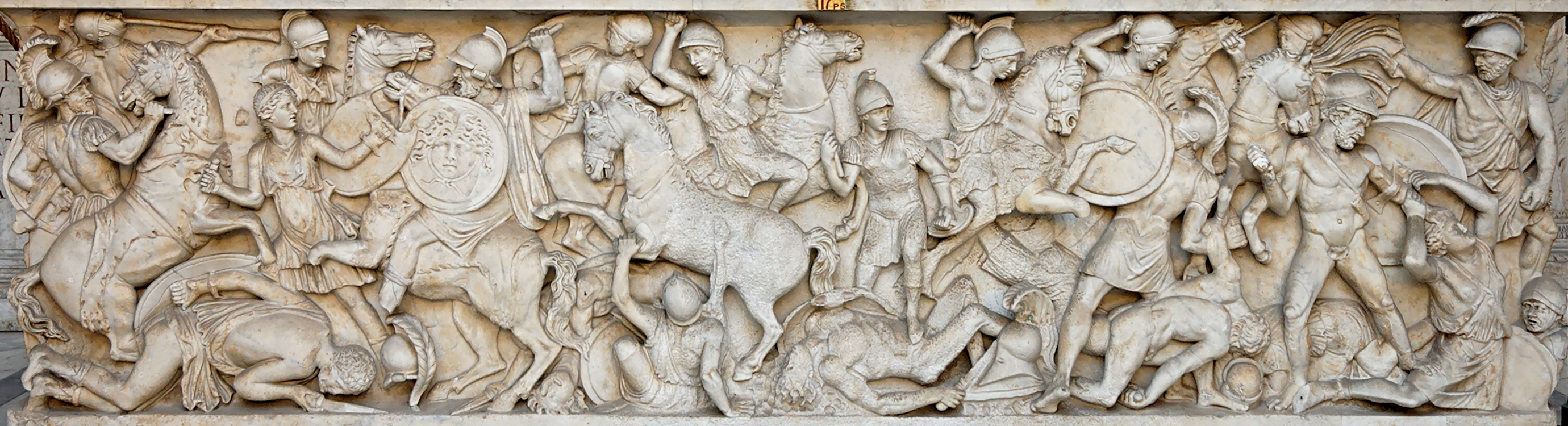
Amazonomakhia egy római szarkofág domborművén
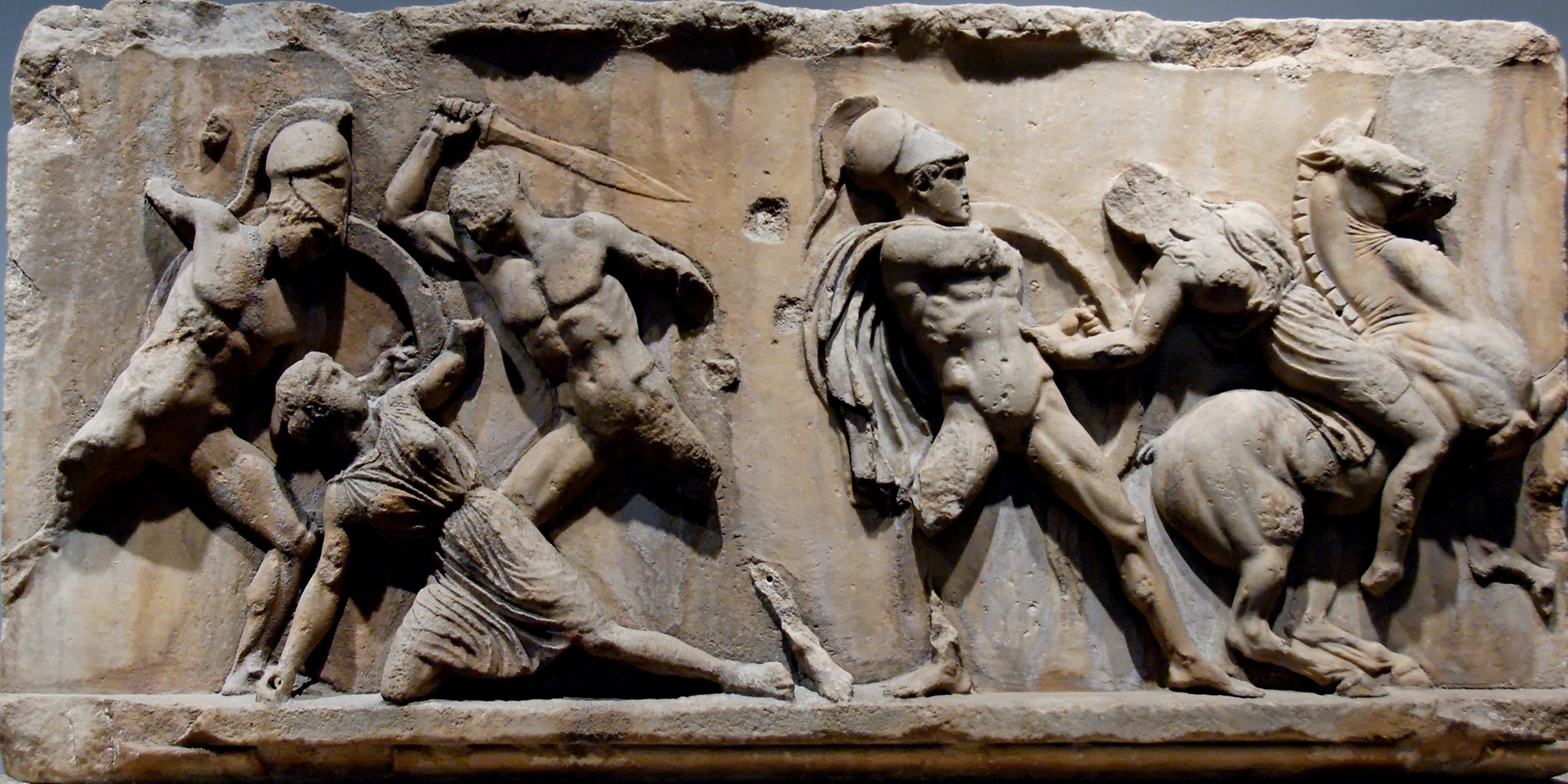
Amazonomakhia a halikarnasszoszi mauzóleum domborművén
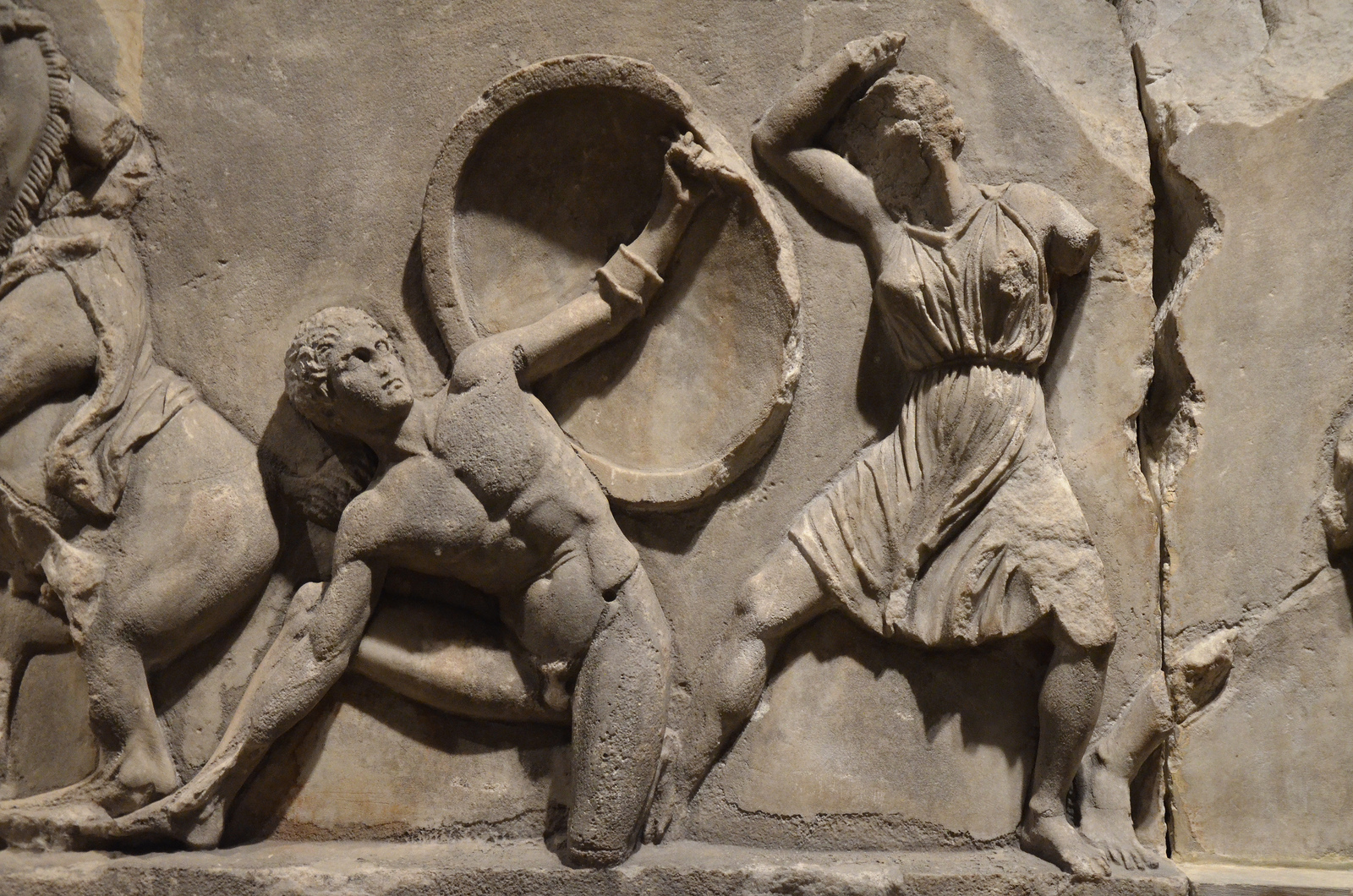
Amazonomakhia, férfi és női harcosok egymás elleni küzdelme